# Peleteria thomsoni
Peleteria thomsoni là một loài ruồi trong họ Tachinidae.